# Psilochlorops clavitibia
Psilochlorops clavitibia är en tvåvingeart som beskrevs av Oswald Duda 1931. Psilochlorops clavitibia ingår i släktet Psilochlorops, och familjen fritflugor. Inga underarter finns listade.